# سباق طواف فرنسا 1954
سباق طواف فرنسا 1954 من سلسلة سباقات سباق طواف فرنسا. أقيم هذا السباق في تاريخ 8 يوليو - 1 أغسطس 1954 على 23 مراحل. بعد مرور 140 ساعة و06 دقيقة و05 ثانية وبعد طي 4656 كم بمتوسط 33.229 كم في الساعة فاز بالميدالية الذهبية لوسيان بوبيت من فرنسا، فيما حصد فريدي كوبلر من سويسرا الميدالية الفضية، وكانت الميدالية البرونزية من نصيب فريتز شير من سويسرا.

## الميداليات
| ذهب                  | فضة                  | برونز              |
| لوسيان بوبيت - فرنسا | فريدي كوبلر - سويسرا | فريتز شير - سويسرا |